# 関守 (政治家)
関 守（せき まもる、1948年または1949年 – ）は、日本の政治家。民主党所属。大阪府議会議員（3期）、堺市議会議員を歴任。旭日小綬章受章者。

## 来歴・選挙歴
ダイキン工業労働組合特別中央執行委員、堺市議会議員を経て1999年4月 大阪府議会議員選挙で民主党公認、自由党推薦を得て堺市選挙区 (定数10) で8位初当選。2003年4月 大阪府議会議員選挙 堺市選挙区 (定数10) で7位再選。2007年4月 大阪府議会議員選挙 堺市北区選挙区 (定数2) でトップ当選 (3選)。2011年4月 大阪府議会議員選挙堺市北区選挙区 (定数2) で3位落選。

## 栄典
- 2019年4月 令和元年春の叙勲で旭日小綬章を受章[1]